# タスクオフィス
株式会社タスクオフィス（Task Office Co.,Ltd）は、神奈川県横浜市港北区に本社機能を置いていた芸能事務所（映像製作部は岐阜県岐阜市内）。

## 社歴
- 社名は代表取締役の中島 輔（なかじま たすく）に因んでいる。中島はかつて、岐阜放送の番組でTASKという名前で出演していたことがある。
- 元々は、バラエティ番組『ASAYAN』（テレビ東京系）の「世界に羽ばたくファッションデザイナー・オーディション」で優勝したごあきうえが所属していた様に文化人タレント、役者、スポーツ選手、のマネージメントを行なっていた。
- 2007年現在はプロダクション事業部・撮影会事業部（emmys）・映像事業部（Task Visual）・音楽事業部（Task Artists）・経理部で構成され、主にU-15ジュニアアイドルが所属している。
- Task Visualが製作するジュニアアイドルのグラビア誌moeccoシリーズがある。

## 所属者
- 赤松恵（営業部スタッフへ転身）
- 赤松唯
- しほの涼
- 河井ともみ

## 元所属者
（一部のみ、五十音順）

### 女性グラビアアイドル
- あいざわみり
- 青山とも
- 杉村ミレイ
- 波崎しあ
- Akira
- 麻井千景
- 朝倉まな
- 麻永梨花
- 安西かな（旧・かな、のち麻生かなとして活躍）
- 飯沢葵
- いとゆき
- 乾あい
- 上原ひなた
- 大塚渚
- 乙部百合（のち藤白まき→和葉みれいとして活動）
- 柏木あずさ
- 華穂
- 神嶌ありさ
- 木良菜摘
- 倉田みな
- クララ
- 栗原美の里
- 小泉明日香（AV転身後、引退）
- 児玉百合香
- 櫻井飛夏
- 桜井令（のち小倉直子として活動）
- 佐倉千咲
- 崎田真央
- 佐藤理恵
- 篠宮りん
- 嶋田伊織
- 鈴原あや
- 高橋凛
- 高杉みほ
- 滝口あいり
- 多沢亜美香
- 橘ひより（のち椿かのんとして活動）
- 橘よしえ
- 辻井千恵子
- 中尾美絵
- 中西由子
- 中野ひな
- 夏川りさ
- 倅上南
- 西尾めぐみ（のち木島めぐみとして活動）
- 長谷川未来
- 濱口まどか
- 福井貴子
- 舞子（のち紺野華世として活動）
- 松下夏那（旧芸名：結城夏那。2013年12月に引退）
- 美咲エナ
- 水月かおる
- 望月あかり
- 柚木まい

### 少年グラビアアイドル
- 上杉大

### 男性&バンド&アーティスト系
- ごあきうえ
- 島辺マサヒロ（マネージャー(部長職)に転身後独立）
- ヤマト
- BC COMPANY
- Emotioness∽Emotion
- PetitBetty
- UU-SO-BARENK
- ZNO